# 和歌山市立河西中学校
和歌山市立河西中学校（わかやましりつ かせいちゅうがっこう）は、和歌山県和歌山市松江北にある公立中学校。

## 沿革
- 1947年（昭和22年）4月1日 - 和歌山市松江・木本・貴志を学区として和歌山市立河西中学校が設立。
- 1981年（昭和56年）7月23日 - プール竣工。
- 1986年（昭和61年）4月1日 - 和歌山市立貴志中学校が分離し、開校。
- 1992年（平成4年）9月18日 - 屋内運動場竣工。
- 1997年（平成9年）5月20日 - 創立50周年記念行事で、玄関ホールに陳列台・モニュメントを設置。
- 2017年（平成29年）8月24日 - 教室の冷暖房設備工事完成。
- 2020年（令和2年）12月1日- 体育館空調工事完成。

## 教育目標
「自主的でたくましく、心豊かな生徒の育成」

## 校章
デザインは学校創立当時の美術教師が担当。中央に河西中学校の河中があり平和のシンボルである鳩と、学問探究の意味のペンを表現している。

## 部活動

### 文化部
- 美術部
- 華道部
- 科学部
- 合唱部
- アニメーション部
- 放送部
- 園芸部

### 体育部
- 野球部
- バレーボール部
- バスケットボール部
- ソフトボール部
- ソフトテニス部
- 柔道部
- 剣道部
- サッカー部
- 陸上競技部
- 卓球部
- 水泳部（学校外での活動）
- 硬式テニス部（学校外での活動）

## 学校行事
- 4月 - 入学式
- 5月 - 体育大会
- 6月 - 校外学習
- 10月 - 修学旅行（３年生）、職場体験学習（２年生）
- 11月 - 文化祭、校内マラソン大会
- 1月 - 書き初め競書会
- 3月 - 卒業式、離任式

## 通学区域
学区は、以下の小学校区である。
- 和歌山市立松江小学校
- 和歌山市立木本小学校